# Цона П. А. И. П. (Потенца)
Цона П. А. И. П. (итал. Zona P.A.I.P.) је насеље у Италији у округу Потенца, региону Базиликата.
Према процени из 2011. у насељу је живело 11 становника. Насеље се налази на надморској висини од 483 м.